# Deutsche Badminton-Mannschaftsmeisterschaft 1964/65
Die Deutsche Badminton-Mannschaftsmeisterschaft 1964/65 bestand aus einer regionalen Ligenrunde, auf welche erstmals direkt die Endrunde in Turnierform folgte, welche in Hamburg stattfand. Aus den zwei Gruppen qualifizierten sich die Erstplatzierten für das Finale, welches am 9. Mai 1965 ausgetragen wurde. Meister wurde der MTV München von 1879, welcher im Endspiel den 1. Wiesbadener BC mit 7:1 besiegte.

## Gruppenphase

### Gruppe A
- 1. MTV München von 1879
- 2. VfB Lübeck
- 3. 1. BV Mülheim

### Gruppe B
- 1. 1. Wiesbadener BC
- 2. BSC Rehberge 1945
- 3. VfL Bochum

## Finale
MTV München von 1879 – 1. Wiesbadener BC 7:1

## Endstand
- 1. MTV München von 1879
(Franz Beinvogl, Siegfried Betz, Erich Eikelkamp, Günter Ledderhos, Reinhard Geppert, Ursula Verhoeven, Anke Witten)
- 2. 1. Wiesbadener BC
(Klaus-Dieter Framke, Manfred Fulle, Peter Knack, Uwe Jacobsen, Lim, Edeltraud Geist, Rosel Filpe)
- 3. VfB Lübeck
(Ulrich Adler, Uwe Schicktanz, Manfred Puck, Jürgen Jipp, Bärbel Rieckermann, Anneli Hennen)
- 3. BSC Rehberge 1945
(Manfred Hellwig, Gunther Rathgeber, Jürgen de Hass, Horst Klinger, Fritz Reichelt, Christel Simon, Helma Friese, Hannelore Trogisch)
- 5. 1. BV Mülheim
- 5. VfL Bochum